# Charlotte Vignon
Charlotte Vignon, född 1639, död 1700, var en fransk målare.  Hon var från 1670 medlem av Académie Royale de Peinture et de Sculpture, och blev därmed dess fjärde kvinnliga medlem. 